# Metabiantes maximus
Metabiantes maximus is een hooiwagen uit de familie Biantidae.